# Mahnič
Mahnič je priimek več znanih Slovencev:
- Anton Mahnič (1850—1920), teolog, škof na Krku, pesnik, pisatelj in kritik
- Borut Mahnič (*1955), diplomat
- Dominik Mahnič (*1981), likovni umetnik, slikar
- Franc Mahnič - Boj, partizanski poveljnik na Koroškem
- Frank Mahnic Sr. (1922—1992), glasbenik
- Ingrid Mahnič, vinarka, predsednica Društva vinogradnikov slovenske Istre
- Joža Mahnič (1918—2009), literarni zgodovinar, predavatelj, predsednik Slovenske matice
- Katarina Mahnič, pisateljica, literarna kritičarka, prevajalka
- Karel Mahnič (186#- ?), učitelj, pevovodja, kulturno-prosvetni delavec
- Katja Mahnič (*1971), umetnostna zgodovinarka
- Lado Mahnič (1924—2014), gospodarstvenik in politik
- Lana Mahnič Jekoš (*1989), manekenka
- Leon Mahnič, kamnosek
- Lovro (Lovre) Mahnič (1832—1866), filolog in umetnostni zgodovinar
- Marija Mahnič (1926—2016), partizanka, pisateljica
- Marjan Mahnič (*1951), brigadir SV, ataše ...
- Mateja Mahnič (*1958), publicistka, scenaristka, oglaševalka
- Mihaela Novak Mahnič (1930—2024), igralka
- Mirko Mahnič (1919—2018), književnik, teatrolog, gledališki lektor, režiser in publicist
- Rihard Mahnič (1855—1924), upravno-pravni strokovnjak
- Rudolf (Rudi) Mahnič - Brkinc (1917—1943), aktivist, partizan, narodni heroj
- Viljan Mahnič (*1954), informatik, računalničar, univ. prof.
- Žan Mahnič (*1990), politik